# Małgorzata Łupina
Małgorzata Łupina (ur. 17 października 1969 w Łodzi) – polska reżyser i operator.

## Życiorys
W 1995 ukończyła studia na wydziale operatorskim PWSFTViT w Łodzi. Od 2000 pracowała w grupie TVN. Realizowała serię programów przygodowo-podróżniczych Misja Martyna dla TVN oraz wiele filmów dokumentalnych dla stacji TVN Style, którą kierowała w latach 2011–2013. Od połowy 2018 do grudnia 2020 obejmowała stanowisko Dyrektor Działu Kanałów Tematycznych Lifestylowych w TVN Discovery Polska. We wrześniu 2021 została dyrektorką programową Kino Polska TV S.A.

## Filmografia
- 2018 – Prasowanie piersi
- 2018 – Odbite z rąk świetlistego szlaku
- 2017 – Pascal w Kraju Basków
- 2016 – Sekrety Doliny Inków
- 2016 – Historie więzienne
- 2016 – Pyszne Peru
- 2015 – Obsesja doskonałości
- 2015 – Klonowanie – sposób na nieśmiertelność
- 2015 – Szalone Tokio
- 2014 – Trzy na godzinę
- 2010 – Zapaśniczka z Boliwii
- 2009 – Kobieta na krańcu świata
- 2006 – Dudi, reżyseria (także sekwencja animowana "Dłuży się doży"), scenariusz, zdjęcia
- 2002 – O czym marzą tygrysy, zdjęcia
- 2002 – Marzyć każdy może, reżyseria, scenariusz, zdjęcia
- 2002 – Himilsbach. Prawdy, bujdy, czarne dziury, reżyseria
- 1998 – Obraz jest moją twarzą, realizacja
- 1998 – Festiwal muzyki filmowej – Komeda, zdjęcia
- 1997 – Festiwal muzyki filmowej – Wojciech Kilar, zdjęcia
- 1997 – Kirk Douglas. 30 lat później, zdjęcia
- 1997 – Drewniane oko Krzysztofa – etiuda studencka, zdjęcia
- 1996 – Dzień wigilijny, zdjęcia
- 1995 – Viola... Viola, reżyseria, scenariusz, zdjęcia
- 1995 – Kotek, zdjęcia
- 1995 – Candid camera, zdjęcia
- 1994 – Kobieta lekarką domową – etiuda studencka, zdjęcia, reżyseria, scenografia

## Nagrody
- 2019 – Prasowanie piersi, Hamburg (World Media Festival) Nagroda Intermedia-Globe Silver w kategorii: Dokument – Human Rights
- 2018 – Obsesja doskonałości, Hamburg (World Media Festival) Nagroda Intermedia-Globe Gold w kategorii: Dokument – Kultura
- 2017:
  - Obsesja doskonałości, Nagroda Stowarzyszenia Dziennikarzy Polskich: Wyróżnienie w kategorii Nagród im. Stefana Żeromskiego
  - Klonowanie – sposób na nieśmiertelność, Hamburg (World Media Festival) Nagroda Intermedia-Globe Gold w kategorii: Dokument – Badania naukowe
  - Pyszne Peru, Hamburg (World Media Festival) Nagroda Intermedia-Globe Silver w kategorii: Filmy przyrodnicze
- 2016:
  - Szalone Tokio, The Best Shorts Competition Award of Merit – wyróżnienie (Special Mention)
  - Obsesja doskonałości, Hamburg (World Media Festival) Nagroda Intermedia-Globe Silver w kategorii: Lifestyle
  - Klonowanie – sposób na nieśmiertelność, The Best Shorts Competition Award of Excellence – wyróżnienie (Special Mention)
- 2015 – Trzy na godzinę, World Media Festival w Hamburgu: Grand Prix, Intermedia-globe Grand Award w kategorii: dokumenty i Intermedia-Globe Gold w kategorii: Human Relations and Values
- 2010:
  - Zapaśniczka z Boliwii, Festiwal „Sztuka Dokumentu” (Warszawa): II Nagroda Przyszłości Mediów za „portret odważnej kobiety walczącej o godne życie”
  - Zapaśniczka z Boliwii, International Documentary Film Festival DocUtah (St. George): nagroda dla najlepszego filmu oraz za najlepszą reżyserię
- 2003:
  - Marzyć każdy może, Krakowski Festiwal Filmowy: Złote Nożyczki (nagroda tygodnika „Przekrój” dla najbardziej dowcipnego filmu), Nagroda Jury abonentów „Planete” dla reżysera najlepszego filmu polskiego
- 2002:
  - Himilsbach. Prawdy, bujdy, czarne dziury, Krakowski Festiwal Filmowy: Nagroda Kodak oraz Grand Prix „Złoty Lajkonik”
- 1995 – Kobieta lekarką domową, Fondazione Medicale International (Parma): Złoty medal Prix Leonardo

Źródło.